# أشونة

شعار مدينة أشونة

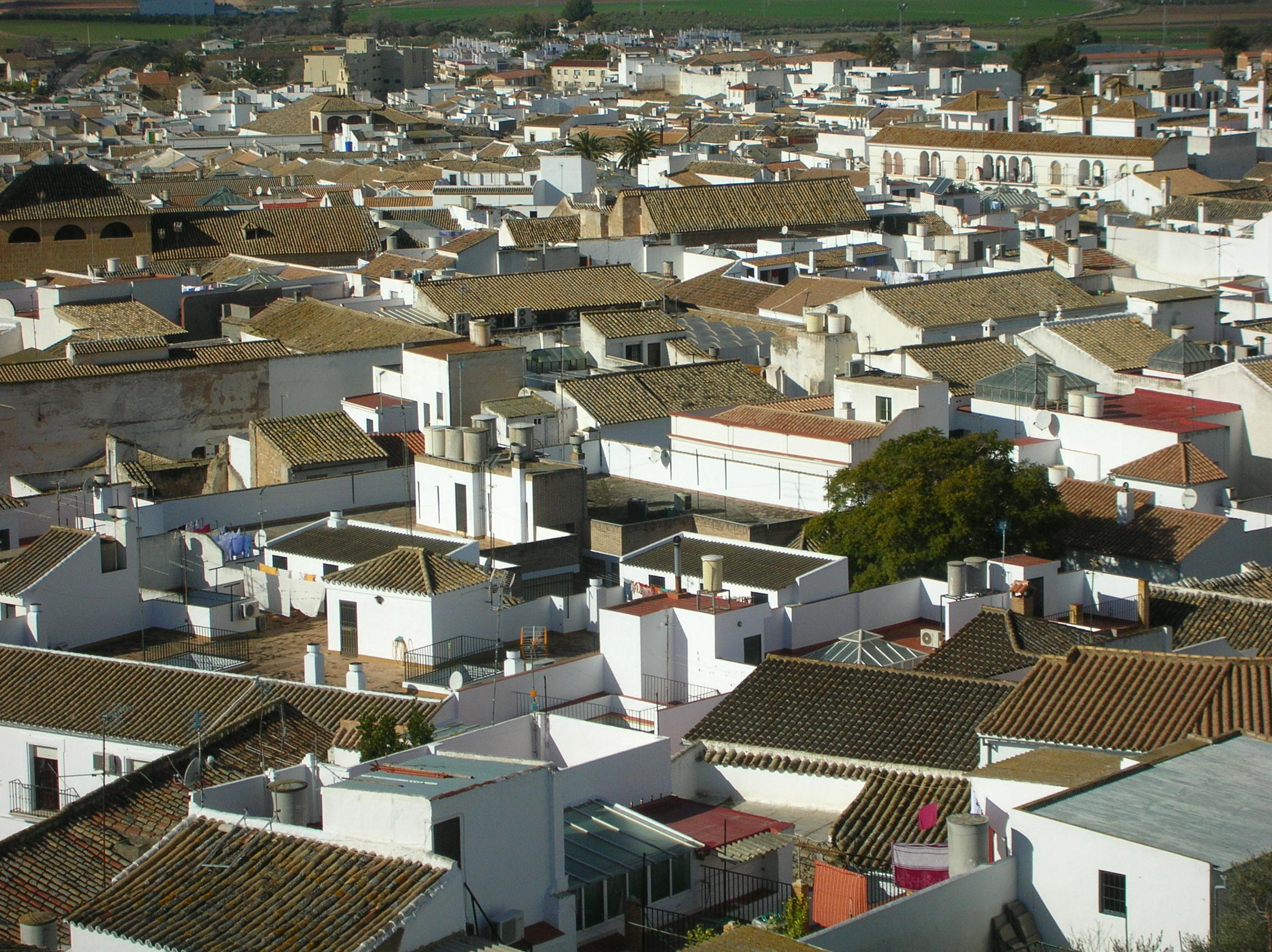
منظر شامل على سطوح مدينة أشونة

أُشُونَة (بالإسبانية: Osuna) مدينة بمقاطعة إشبيلية من منطقة الأندلس ذاتية الحكم بجنوب إسبانيا. بلغ عدد سكانها 17.813 نسمة عام 2008.

## توأمة
لأشونة اتفاقيات توأمة مع:
- بوتنسا

## أعلام
- أنطونيو مانويل رينا
- فرانسيسكو لوبيز
- خوان دي أيالا
- فرانسيسكو رودريجو مارين
- ألونسو لوبو